# Базилио да Силва, Жулио Сезар
Жу́лио Се́зар Бази́лио да Си́лва (порт.-браз. Júlio César Basilio da Silva; род. 6 декабря 1996, Можи-дас-Крузис, Сан-Паулу) — бразильский футболист, защитник клуба «Утхайтхани».

## Клубная карьера
Является воспитанником «Коринтианса». На родине выступал за клуб «Америка» из Натала, также «Гремио Катандувенсе», «Галисию» и «Фламенго». В его составе в 2018 году стал серебряным призёром Лиги Потигуар. В 2019 году перебрался в Европу, став игроком команды четвертого по силе дивизиона Испании — «Вильяфранка».
18 января 2020 года подписал контракт с белорусским клубом «Витебск». В Высшей лиге дебютировал 21 марта в игре первого тура с «Городеей». Жулио Сезар вышел на поле на 62-й минуте вместо Иона Николаеску. В ноябре 2022 года футболист покинул клуб. В конце ноября 2022 года директор клуба официально подтвердил уход игрока по окончании контракта.
В январе 2023 года футболист перешёл в индонезийский клуб «Борнео». Дебютировал за клуб 21 января 2023 года в матче против клуба «Барито Путера».
В июле 2023 года на правах арендного соглашения футболист перешёл в украинский клуб «Верес». Дебютировал за клуб 28 июля 2023 года в матче против житомирского «Полесья».

## Достижения
«Америка» (Натал)
- Серебряный призёр Лиги Потигуар: 2018

## Клубная статистика
| Выступление      | Выступление      | Выступление      | Лига | Лига | Кубки | Кубки | Конт. кубки | Конт. кубки | Итого | Итого |
| Клуб             | Лига             | Сезон            | Игры | Голы | Игры  | Голы  | Игры        | Голы        | Игры  | Голы  |
| ---------------- | ---------------- | ---------------- | ---- | ---- | ----- | ----- | ----------- | ----------- | ----- | ----- |
| Витебск          | Высшая лига      | 2020             | 5    | 1    | 0     | 0     | 0           | 0           | 5     | 1     |
| Витебск          | Итого            | Итого            | 5    | 0    | 0     | 0     | 0           | 0           | 5     | 0     |
| Всего за карьеру | Всего за карьеру | Всего за карьеру | 5    | 0    | 0     | 0     | 0           | 0           | 5     | 0     |